# چاه محمدآباد یزدانی
چاه محمدآباد یزدانی، روستایی از توابع بخش مرکزی شهرستان یزد در استان یزد ایران است.

## جمعیت
این روستا در دهستان فهرج قرار دارد و براساس سرشماری مرکز آمار ایران در سال ۱۳۸۵، جمعیت آن ۷۳ نفر (۱۶خانوار) بوده‌است.